# Formosa-Airlines-Flug 7613
M
Der Formosa-Airlines-Flug 7613 (Flugnummer IATA: VY7613 ICAO: FOS7613) war ein Inlandslinienflug der taiwanesischen Regionalfluggesellschaft Formosa Airlines von Taipeh nach Matsu. Am 5. April 1996 wurde auf dem Flug eine Dornier 228-212 unweit des Flughafens ins Meer geflogen. Bei dem Unfall kamen sechs von 17 Personen an Bord ums Leben.

## Flugzeug
Bei der betroffenen Maschine handelte es sich um eine 1993 gebaute Dornier 228 aus deutscher Produktion mit der Werknummer 8223. Die Maschine wurde im Januar 1994 erstmals auf die Dornier-Werke mit dem Luftfahrzeugkennzeichen D-CLFB zugelassen. Im gleichen Monat wurde die Maschine an die Formosa Airlines ausgeliefert, bei der sie das Kennzeichen B-12257 erhielt. Das zweimotorige Kurzstreckenflugzeug war mit zwei Turboproptriebwerken vom Typ Garrett TPE331-5A-252D ausgerüstet.

## Passagiere und Besatzung
Den Inlandslinienflug von Taipeh nach Matsu hatten 15 Passagiere angetreten. Es befand sich eine zweiköpfige Besatzung an Bord der Maschine, bestehend aus einem Flugkapitän und einem Ersten Offizier. Auf dem Regionalflug waren keine Flugbegleiter vorgesehen.

## Unfallhergang
Der Anflug auf den Flughafen Matsu Beigan wurde bei widrigen Wetterverhältnissen und schlechter Sicht durchgeführt. Aufgrund von Nebel waren die Sichtweiten reduziert. Trotz vorherrschender Instrumentenflugbedingungen wurde der Anflug nach Sichtflugregeln durchgeführt. Der Erste Offizier führte den Anflug durch und obwohl er keinen Sichtkontakt mit der Landebahn herstellen konnte und es versäumte, die Instrumente zu überwachen, setzte er den Anflug fort, während er nach visuellen Referenzpunkten Ausschau hielt. Die Piloten stellten endlich fest, dass sie zu tief gesunken waren und entschieden sich schließlich für ein Durchstarten, doch diese Entscheidung wurde zu spät getroffen. Sie erhöhten zwar die Leistung, doch die Maschine konnte nicht mehr ausreichend an Höhe gewinnen und schlug 1.600 Meter vor der Küste auf dem Wasser auf. Den ursprünglichen Aufschlag auf dem Wasser überlebten alle 17 Insassen, jedoch ertranken später sechs Passagiere. Beide Piloten und die verbliebenen neun Passagiere überlebten.

## Unfalluntersuchung
Im Zuge der Unfalluntersuchung wurde bekannt, dass die Piloten vor dem Aufprall die Flughöhe nur unzureichend überprüft hatten. Nachdem die Maschine auf dem Wasser aufsetzte, hätten sie in unzulässiger Weise die Notausstiege geöffnet, was dazu führte, dass die Maschine mit Wasser volllief. Die Ermittler waren der Ansicht, dass der Flug durch den Flugkapitän nur unzureichend überwacht wurde, die Besatzungsmitglieder sich unzureichend untereinander koordiniert hatten und der Anflug und die Landung schlecht geplant waren. Die Piloten hätten den Flug unterhalb der Mindestsinkflughöhe fortgesetzt, bis die Maschine schließlich auf dem Wasser aufschlug.

## Folgen
Infolge des Unfalls wurde die Flugnummer der Flugverbindung von Taipeh-Songshan nach Matsu Beigan geändert. Nur 16 Monate später ereignete sich auf dem Formosa-Airlines-Flug 7601 erneut ein tödlicher Unfall auf derselben Flugstrecke.